# Bram Zwanen
Bram Zwanen (Aarle-Rixtel, 23 maart 1998) is een Nederlands voetballer die als middenvelder bij Helmond Sport speelt.

## Carrière
Zwanen maakte zijn debuut in de Jupiler League voor Helmond Sport op 15 september 2017, hij mocht invallen in de met 1-4 verloren thuiswedstrijd tegen Jong Ajax. Hij kwam in de 58e minuut in het veld voor Jason Bourdouxhe.
Iets minder dan een week later, op 19 september 2017, maakte Zwanen zijn basisdebuut in het eerste elftal van Helmond Sport. Hij mocht starten in de verloren bekerwedstrijd tegen SC Cambuur.

### Carrièrestatistieken
| Seizoen         | Club            | Competitie      | Competitie | Competitie | Beker | Beker | Overig | Overig | Totaal | Totaal |
| Seizoen         | Club            | Competitie      | Wed.       | Dlp.       | Wed.  | Dlp.  | Wed.   | Dlp.   | Wed.   | Dlp.   |
| --------------- | --------------- | --------------- | ---------- | ---------- | ----- | ----- | ------ | ------ | ------ | ------ |
| 2016/17         | Helmond Sport   | Jupiler League  | 0          | 0          | 0     | 0     | 0      | 0      | 0      | 0      |
| 2017/18         | Helmond Sport   | Jupiler League  | 24         | 0          | 1     | 0     | –      | –      | 25     | 0      |
| 2018/19         | Helmond Sport   | Jupiler League  | 20         | 3          | 1     | 0     | –      | –      | 21     | 3      |
| Carrière totaal | Carrière totaal | Carrière totaal | 44         | 3          | 2     | 0     | 0      | 0      | 46     | 3      |

Bijgewerkt t/m 3 mei 2019.